# Gran Sinagoga de Tel Aviv
La Gran Sinagoga de Tel Aviv o simplemente Gran Sinagoga (en hebreo: בית כנסת הגדול) está situada en la calle Allenby, en Tel Aviv, Israel justo al este de la Torre Shalom. El edificio fue diseñado por Yehuda Magidovitch en 1922 y se terminó en 1926. Fue renovado en 1970 con una nueva fachada exterior con arcos.
La sinagoga está construida con una enorme cúpula y magníficas vidrieras. Las ventanas de cristal son réplicas de las ventanas de sinagogas que fueron destruidas en Europa durante el Holocausto.